# استان جیواکا
جیواکا یکی از استان های کشور پاپوآگینه نو می باشد.مرکز این استان مینج است. مساحت استان ۴٬۸۰۰ کیلومتر مربع می باشد و طبق سرشماری سال ۲۰۰۰ میلادی ۱۸۵٬۶۴۱ نفر جمعیت داشته است که در ۲۰۱۰ میلادی به ۳۴۱٬۹۲۸ نفر رسیده است. این استان در ۲۷ ماه مه ۲۰۱۲ میلادی از ترکیب ۳ منطقه واقع در استان ارتفاعات غربی تشکیل شد. مونت ویلهلم که بلندترین قله کشور است در محدوده مرزهای این استان قرار دارد.

## تقسیمات
این استان در کل از ۳ منطقه تشکیل شده است و این ۳ منطقه در مجموع دارای ۶ فرمانداری محلی می باشند.
| منطقه                     | مرکز منطقه | نام فرمانداری محلی                 |
| ------------------------- | ---------- | ---------------------------------- |
| منطقه انگلیمپ-واگهی جنوبی | مینج       | فرمانداری محلی روستایی آنگلیمپ     |
| منطقه انگلیمپ-واگهی جنوبی | مینج       | فرمانداری محلی روستایی واگهی جنوبی |
| منطقه جیمی                | تابیبوگا   | فرمانداری محلی روستایی جیمی        |
| منطقه جیمی                | تابیبوگا   | فرمانداری محلی روستایی کول         |
| منطقه واگهی شمالی         | بانز       | فرمانداری محلی روستایی واگهی شمالی |
| منطقه واگهی شمالی         | بانز       | فرمانداری محلی روستایی ناندوگ      |